# STAND BY YOU!!
「STAND BY YOU!!」（スタンド・バイ・ユー!!）は、2002年7月24日に発売された、SHAKALABBITSと175Rのコラボレーションシングル。販売元はユニバーサルミュージック。

## 概要
ジャケットのタイトルのイラストはSHAKALABBITSのUKIが書いている。
「STAND BY YOU!!」は両バンドが共作・共演した楽曲。SHAKALABBITS側のギターは同年6月に脱退したMASSYが演奏しており、9月に正式加入するTAKE-Cはサポートギターとしてクレジットされているほか、ジャケットやPVにも出演している。
カップリングには両バンドの新曲を収録。「僕の声」は175Rのアルバム『Songs』にアルバム・ヴァージョンで収録され、「G☆S☆G」はSHAKALABBITSのアルバム『CLUTCH』にアコースティック・ヴァージョンの「g★s★g」として収録された。

## 曲目
1. STAND BY YOU!!
作詞：UKI♡SHOGO[1] 作曲：SHAKALABBITS♡175R[1]
2. 僕の声 (175R)
作詞・作曲：SHOGO
3. G☆S☆G (SHAKALABBITS)
作詞：UKI 作曲：MAH
4. STAND BY YOU!!(BACKING TRACK)
作曲：SHAKALABBITS♡175R[1]